# Maximilien de Leuchtenberg
Maximilien Joseph Eugène Auguste Napoléon de Beauharnais (en allemand : Maximilian von Leuchtenberg et en russe : Максимилиан Лейхтенбергский), duc de Leuchtenberg et, par son mariage, prince Romanovsky, est né le 2 octobre 1817 à Munich, en Bavière, et décédé le 1er novembre 1852, à Saint-Pétersbourg, en Russie. Chef de la maison de Beauharnais de 1835 à sa mort, c’est également un membre de la famille impériale de Russie, un mécène et un minéralogiste.
Fils d'Eugène de Beauharnais et d'Augusta-Amélie de Bavière, le prince Maximilien s'installe dans l'Empire russe après son mariage avec la grande-duchesse Marie Nikolaïevna, en 1839. Engagé dans l'armée impériale, le prince se fait surtout remarquer dans le domaine des arts et des sciences. Grand collectionneur, il se passionne pour la minéralogie et soutient les recherches de Moritz von Jacobi. Nommé par le tsar Nicolas Ier président de l’Académie impériale des beaux-arts et directeur de l'Institut du Corps des Ingénieurs miniers, Maximilien contracte la tuberculose en 1846 et meurt quelques années plus tard, en 1852.

## Famille
Le duc Maximilien de Leuchtenberg est le deuxième fils du prince français Eugène de Beauharnais (1781-1824), vice-roi d’Italie et grand-duc de Francfort, et de son épouse la princesse Augusta-Amélie de Bavière (1788-1851).

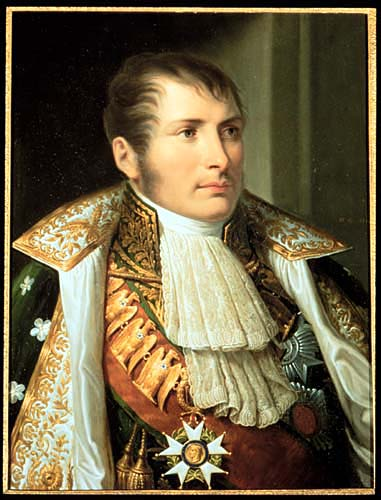
Le prince Eugène de Beauharnais, par Andrea Appiani (1810).

Par son père, il est donc le petit-fils de l’impératrice des Français Joséphine de Beauharnais (1763-1814) et de son premier époux le vicomte Alexandre de Beauharnais (1760-1794) tandis que, par sa mère, il descend du roi Maximilien Ier de Bavière (1756-1825) et de la princesse Wilhelmine de Hesse-Darmstadt (1765-1796).
Le 2 juillet 1839, Maximilien de Beauharnais épouse, au palais d’Hiver, à Saint-Pétersbourg, la grande-duchesse Marie Nikolaïevna de Russie (1819-1876), elle-même fille du tsar Nicolas Ier de Russie (1796-1855) et de son épouse la princesse Charlotte de Prusse (1798-1860).
De ce mariage naissent sept enfants :
- Alexandra de Leuchtenberg (1840-1843), princesse de Leuchtenberg et princesse Romanovskaïa ;
- Marie de Leuchtenberg (1841-1914), princesse de Leuchtenberg et princesse Romanovskaïa, qui épouse, en 1863, le prince Guillaume de Bade (1829-1897) ;
- Nicolas de Leuchtenberg (1843-1891), duc de Leuchtenberg et prince Romanovsky, qui épouse morganatiquement Nadedja Annenkova (1840-1891), titrée comtesse de Beauharnais ;
- Eugénie de Leuchtenberg (1845-1925), princesse de Leuchtenberg et princesse Romanovskaïa, qui épouse, en 1868, le duc Alexandre d'Oldenbourg (1844-1932) ;
- Eugène de Leuchtenberg (1847-1901), duc de Leuchtenberg et prince Romanovsky, qui épouse, en 1869, Daria Opotchinine (1845-1870) avant de se remarier, en 1878, à Zénaïda Skobelev (1856-1889), titrée comtesse de Beauharnais ;
- Serge de Leuchtenberg (ru) (1849-1877), prince de Leuchtenberg et prince Romanovsky ;
- Georges de Leuchtenberg (1852-1912), duc de Leuchtenberg et prince Romanovsky, qui épouse en 1879, la princesse Thérèse d'Oldenbourg (1852-1883) avant de se remarier, en 1889, à la princesse Anastasia de Monténégro (1867-1935). Le couple divorce en 1906.

## Biographie

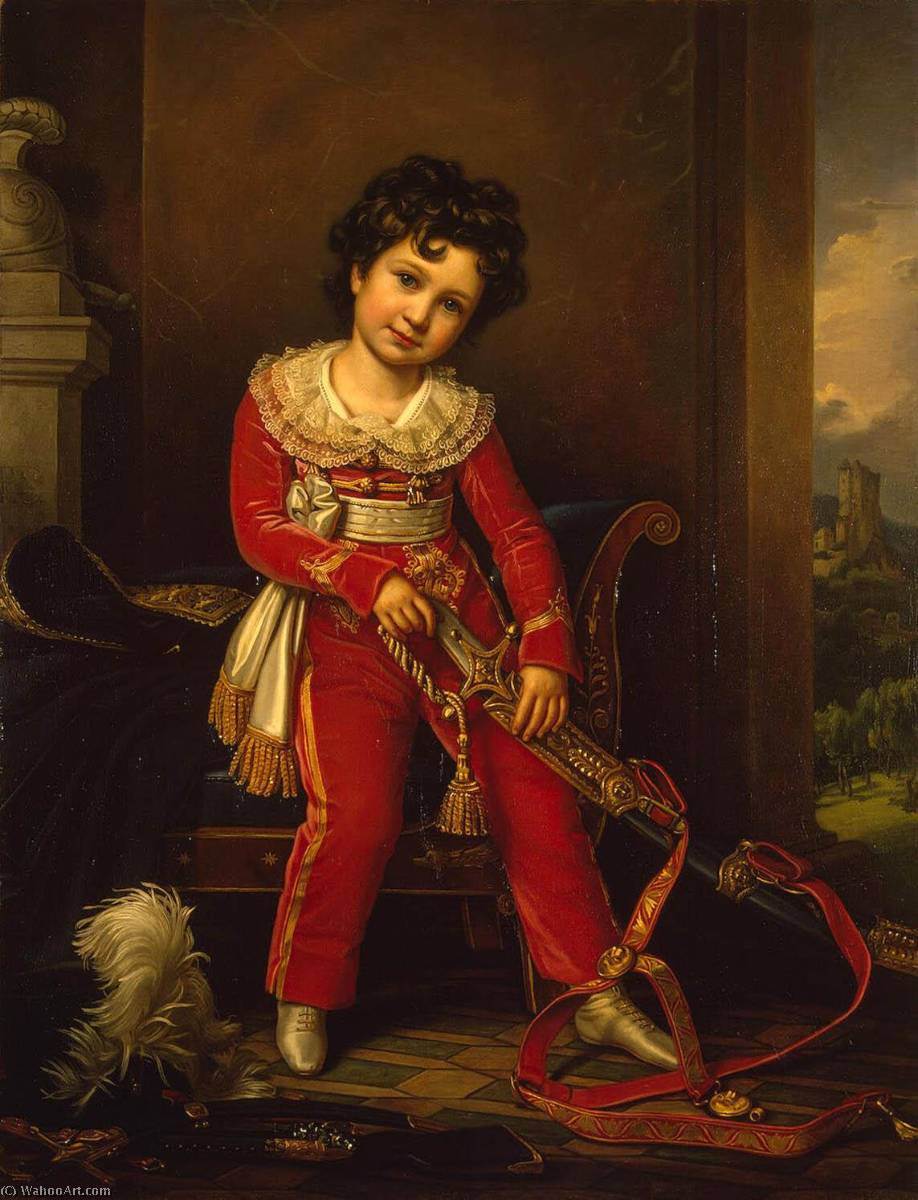
Le prince Maximilien par Joseph Karl Stieler (1821).

### Une enfance bavaroise
Issu de la maison de Beauharnais, le prince Maximilien voit le jour dans le pays de son grand-père maternel, le roi Maximilien Ier de Bavière. Après l’effondrement du Premier Empire et la restauration des Bourbon à Paris en 1814, son père, le prince Eugène de Beauharnais, a en effet dû fuir la France et trouver refuge auprès de sa belle-famille, à Munich. Installés, depuis lors, au château de Berg, les Beauharnais déménagent au château Ismaning (en) peu de temps après la naissance de Maximilien. Dans les mêmes moments, le roi de Bavière octroie à son gendre les titres de duc de Leuchtenberg et de prince d’Eichstätt en échange d’une somme de 5 millions de francs.
Victimes du protocole bavarois, qui leur rappelle constamment que leur rang est inférieur à celui des Wittelsbach, les Beauharnais bénéficient toutefois d'un réel bien-être matériel dans leur exil. Avec sa fortune, le prince Eugène a ainsi acquis plusieurs châteaux et domaines, parmi lesquels le palais Leuchtenberg de Munich et des terres situées dans le canton de Thurgovie, en Suisse. Le prince français a, par ailleurs, reconstitué ses collections d'art en Bavière et ses enfants grandissent au milieu d'œuvres de grande qualité.
Le prince Eugène meurt d'une crise cardiaque en 1824 et son deuxième fils est donc élevé principalement par sa mère. Maximilien reçoit une éducation de qualité, encadrée par Augusta-Amélie. Les années passent et ses frère et sœurs réalisent de beaux mariages : Joséphine avec le futur roi de Suède et de Norvège (1823), Eugénie avec le prince de Hohenzollern-Hechingen (1826), Amélie avec l'empereur du Brésil (1829), Auguste avec la reine de Portugal (1834) et Théodelinde avec le duc d'Urach (1841).
En 1826, dans le cadre de l'indemnisation des anciens propriétaires français par la République d'Haïti, et en tant qu'héritiers de François et Alexandre de Beauharnais, planteurs esclavagistes de Saint-Domingue, Maximilien et ses frères et sœurs touchent chacun la somme de 15 200 francs or, en dédommagement de la perte des biens familiaux, à la suite de la Révolution haïtienne,.
Comme la plupart des hommes de sa classe sociale, Maximilien est destiné à une carrière militaire. Encore adolescent, il est nommé par son grand-père commandant du 6e régiment de chevau-légers royal bavarois (de) avant d'être promu par son oncle, le roi Louis Ier de Bavière, colonel du régiment de Uhlans. En 1835, le prince Auguste meurt à Lisbonne sans laisser de descendance. Dernier représentant masculin de la maison de Beauharnais, Maximilien devient alors duc de Leuchtenberg et hérite de l'essentiel de la fortune familiale.

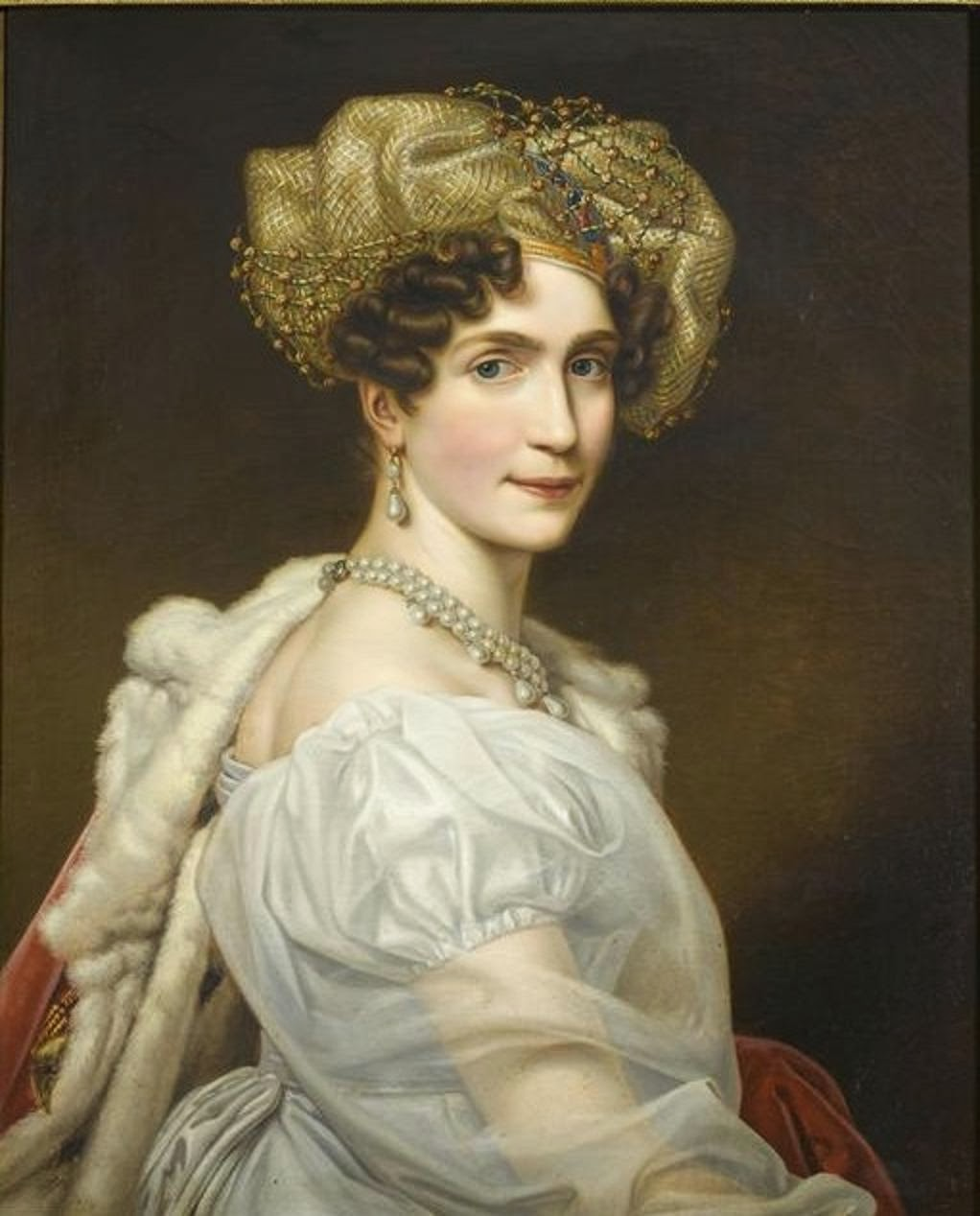
Augusta-Amélie de Bavière, par Joseph Karl Stieler (v. 1820).

### Voyage en Russie
En 1836, le grand-duc Michel Pavlovitch de Russie effectue une visite officielle à Munich. Il rencontre alors la princesse Augusta-Amélie et sa famille, qui le reçoivent avec faste dans leur demeure. Peu de temps après ces événements, le tsar Nicolas Ier invite le roi Louis Ier de Bavière à envoyer un prince de sa maison assister à des manœuvres militaire en Russie. Saint-Pétersbourg essayant depuis plusieurs années de marier une grande-duchesse russe à l'un des fils du roi, celui-ci rejette poliment l'invitation. Cependant, l'empereur insiste et demande spécifiquement au souverain de lui envoyer son neveu, le prince Maximilien. Après consultation de sa sœur, qui se réjouit immédiatement des avantages que pourrait amener ce voyage, Louis Ier demande donc à son neveu de partir en Russie pour y représenter la Bavière.
Le voyage de Maximilien se déroule en 1837 et le conduit dans différentes régions de l'Empire russe. Reçu chaleureusement par le tsar, qui lui confère l'ordre de Saint-Alexandre Nevski, le prince assiste d'abord à des exercices militaires à Voznessensk, dans la province de Kherson. Puis, il accompagne Nicolas Ier et sa cour à Odessa et enfin à Saint-Pétersbourg. Maximilien fait alors la connaissance de l'impératrice Alexandra Feodorovna et des enfants du couple impérial.
Rapidement, une idylle se noue entre le prince et la grande-duchesse Marie Nikolaïevna, fille préférée du souverain russe. Le tsar s'en montre satisfait car il apprécie Maximilien et le considère comme un parti approprié pour sa fille. Il fait toutefois connaître ses exigences au jeune duc de Leuchtenberg : en cas de mariage, celui-ci doit s'engager à s'établir en Russie et à servir dans l'armée impériale. Surtout, il doit accepter d'élever ses enfants dans la religion orthodoxe et de faire d'eux des princes russes. Après avoir consulté sa mère, Maximilien accepte les conditions du tsar et ses fiançailles avec Marie sont officiellement annoncées le 5 décembre 1838. Satisfait, le tsar confère à son futur gendre la quasi-totalité des ordres russes et polonais. Peu de temps après, le duc de Leuchtenberg rentre en Bavière afin d'y régler ses affaires.

### Mariage et vie privée

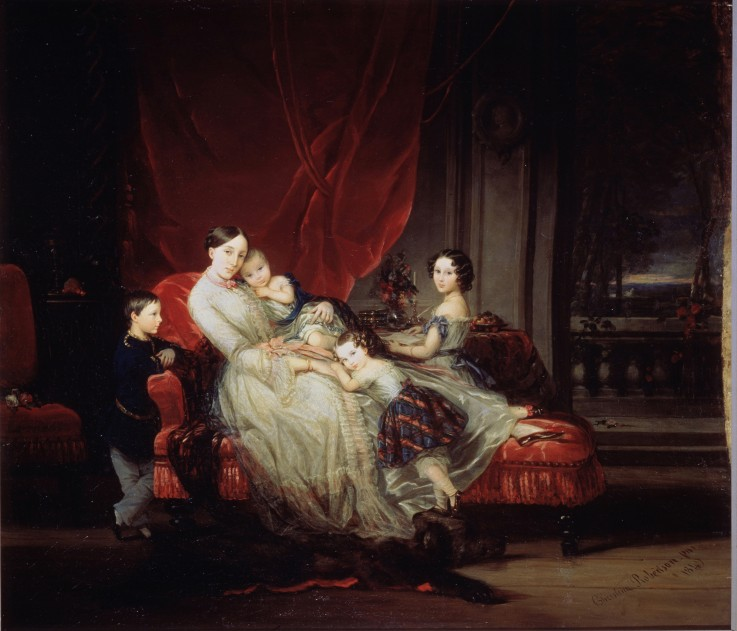
La grande-duchesse Marie Nikolaïevna de Russie, avec ses quatre aînés par Christina Robertson (1849).

Le mariage de Maximilien et de Marie est célébré dans la chapelle du palais d'Hiver, à Saint-Pétersbourg, le 2 juillet 1839. Il donne lieu à 15 jours de festivités, mais soulève la désapprobation des Moscovites, qui sont choqués de voir l’une de leurs princesses s’unir à un prince français, dont le père a participé à la prise de leur ville en 1812. Immédiatement après les épousailles, le duc de Leuchtenberg reçoit du tsar Nicolas Ier le prédicat d'altesse impériale et le titre de prince Romanovsky. Il est nommé major général de l'armée russe et colonel en chef du régiment de hussards de Kiev. Il reçoit par ailleurs une rente annuelle de 100 000 roubles. De son côté, le tsar confère à Marie une rente de 700 000 roubles ainsi qu'une somme de 2 millions payable en bons du trésor à 4%. Afin de loger le couple, l'empereur s'engage finalement à construire et à meubler à ses frais un palais meublé à Saint-Pétersbourg et un autre situé dans les environs de la capitale.
En attendant la construction de leur nouvelle résidence (baptisée « palais Marie »), Maximilien et son épouse s'installent au palais d'Hiver. Ils y restent jusqu'en 1845 et c'est là que naissent leurs quatre premiers enfants, Alexandra, Marie, Nicolas et Eugénie. Après cette date, le couple peut enfin prendre son indépendance et Maximilien transfère ses collections de tableaux, d'armes et de minéraux en Russie. Une bonne partie d'entre elles se trouvent aujourd'hui au musée de l'Ermitage ou dans d'autres institutions du pays.
Les premières années du mariage de Maximilien et de Marie sont heureuses et le couple donne le jour à une nombreuse progéniture. Cependant, les relations des deux époux se dégradent à partir de 1845, date à laquelle la grande-duchesse amorce une liaison avec le comte Grigori Alexandrovitch Stroganov. La plupart des historiens considèrent d'ailleurs que Maximilien n'est pas le véritable père des princes Eugène, Serge (ru) et Georges de Leuchtenberg, qui seraient en réalité les fils de Stroganov. De son côté, Maximilien n'est pas non plus un mari modèle : il multiplie, au contraire, les conquêtes féminines et s'adonne au jeu. En réalité, la vie en Russie pèse au prince, qui est humilié de n'y être que le mari de sa femme.

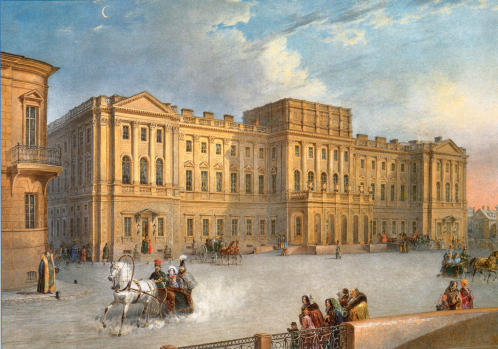
Le palais Marie par Vassili Sadovnikov (1849).

### Activités
Militaire de carrière, Maximilien passe de longues périodes en dehors de la capitale. Considéré toute sa vie comme un étranger, il n'est affecté qu'à des missions secondaires, ce qui blesse son amour propre. Le prince peine par ailleurs à s'habituer à la discipline russe, bien plus rude que celle en usage dans l'armée bavaroise.
Passionné d’arts et de sciences, le prince augmente les collections de tableaux, de minéraux et d'armes qu'il a héritées de son père et de son frère. Considéré comme un brillant intellectuel, il est nommé par le tsar membre honoraire de l'Académie des sciences russes (1839) et président de l’Académie impériale des beaux-arts (1843). Nicolas Ier lui confie par ailleurs la direction de l'Institut du Corps des Ingénieurs miniers.
Maximilien est également le premier entrepreneur de la famille impériale. Ami personnel de Moritz von Jacobi, il étudie avec lui la galvanoplastie et l'électromagnétisme. Surtout, il est le premier à utiliser ces procédés de manière industrielle. En 1847, il fonde ainsi une usine sur le domaine de Serguievka dans laquelle il fait construire les premières locomotives russes.
Outre ces activités, Maximilien patronne plusieurs organisations caritatives, parmi lesquelles la Société pour les Visites aux Pauvres, fondée en 1846. Il finance en outre la construction de la Clinique Maximilien, qui dispense gratuitement des soins aux nécessiteux.

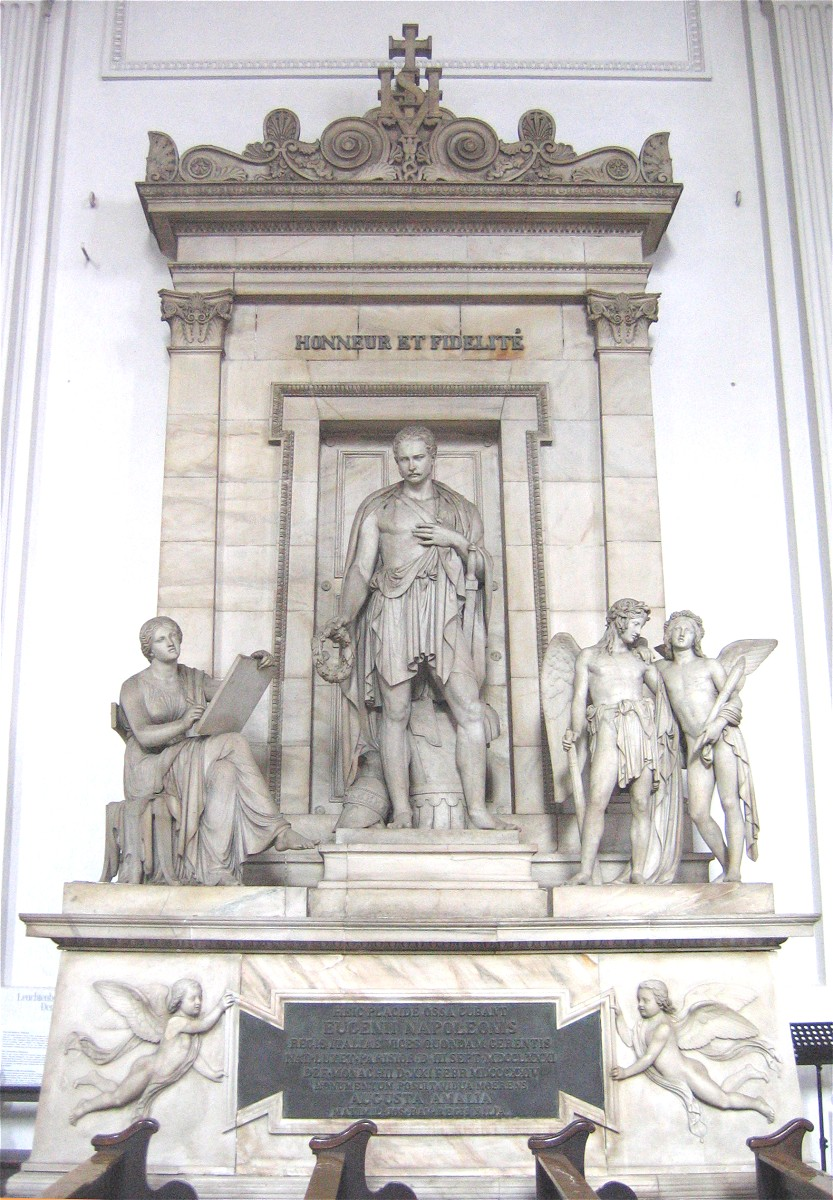
La tombe d'Eugène de Beauharnais, à Munich, abrite également le cœur de Maximilien.

### Maladie et décès
En 1845-1846, Maximilien effectue une expédition minéralogique dans l'Oural. Il contracte alors une pneumonie, qui évolue rapidement en tuberculose. Durement touché par la maladie, le prince doit partir se soigner en Estonie, puis à Majorque, en Espagne. Dès 1847, cependant, les médecins considèrent que son état est désespéré et qu'aucune guérison n'est plus possible.
Le prince meurt le 1er novembre 1852 à Saint-Pétersbourg et son beau-père déclare un deuil de 3 mois, comme pour n'importe quel membre de la maison impériale. La dépouille de Maximilien est inhumée dans la chapelle de Saint-Jean de Jérusalem en l'église romaine du grand prieuré de Russie, à Saint-Pétersbourg. En l’honneur de son époux, la grande-duchesse Marie fait ériger dans la chapelle un gisant, réalisé par Alexandre Terebeniov.
Selon les dernières volontés du prince, son cœur est par contre déposé en l'église Saint-Michel de Munich.

## Dans la culture

### Monuments
- Bâti dans le parc de Serguievka, le palais Leuchtenberg est un château de style néoclassique situé à côté de Peterhof. Il a été baptisé ainsi en l’honneur de son premier propriétaire ;
- La clinique Maximilien de Saint-Pétersbourg est un établissement hospitalier fondé par le troisième duc de Leuchtenberg[26].

### Expositions
- En 2011, le château de Malmaison organise une exposition intitulée « Destins souverains : Joséphine, la Suède, la Russie » qui évoque largement le prince Maximilien et ses descendants[27],[28] ;
- En 2012, le palais Roumiantsev organise une exposition intitulée « Les descendants russes de l’impératrice française. Les ducs de Leuchtenberg à Saint-Pétersbourg »[29].

### Botanique
Le cactus Leuchtenbergia principis, seul représentant du genre Leuchtenbergia, est un cactus mexicain baptisé ainsi en l'honneur du prince Maximilien par William Jackson Hooker en 1848.